# Canzone da due soldi
che si canta per le strade dei sobborghi
e risveglia in fondo all'anima i ricordi
d'una dolce e spensierata gioventù.»
Canzone da due soldi è un brano musicale composto da Pinchi ed Carlo Donida, classificatosi al secondo posto al Festival di Sanremo 1954 nell'interpretazione di Achille Togliani in coppia con Katyna Ranieri.

## Il brano
In questa edizione, come in tutte quelle degli anni '50, ogni cantante interpretava più di una canzone.
Il testo tratta di una persona che passeggiando per la sua città vede un'artista di strada che incomincia a suonare una canzone che fa ritornare in mente vecchi ricordi.
Il relativo singolo inciso dalla Ranieri si classificò al decimo posto nella classifica generale del 1954, ed ottenne un buon piazzamento anche la versione di Achille Togliani.
Il 25 marzo 1953 fu pubblicato in Svezia un 78 giri quello di Katyna Ranieri dal titolo Nilla Pizzi - Gino Latilla/Katyna Ranieri – Colpa del bajon/Canzone da due soldi prodotto dalla casa discografica Musica (A 7010). Il brano fu inserito nell'album dal titolo Girl On The Spanish Steps del 1955, pubblicato negli Stati Uniti d'America, Brasile e Spagna (RCA Victor, LPM-1074).

### Classifica annuale
| Classifica (1954) | Posizione | Artista          |
| ----------------- | --------- | ---------------- |
| Italia            | 10        | Katyna Ranieri   |
| Italia            | 27        | Achille Togliani |